# Chiesa di San Giovannino della Staffa
La chiesa di San Giovannino della Staffa o San Giovannino in Pantaneto è una delle chiese di Siena, situata nella piazzetta Virgilio Grassi. È l'oratorio della contrada del Leocorno.

## Storia
La chiesa sorse a partire dalla prima metà del Cinquecento su di un più antico edificio romanico dedicato a san Giovanni Battista, del XIII secolo. I committenti furono la Compagnia Laicale di San Giovanni Battista e l'artefice fu probabilmente Giovanni Battista Pelori, allievo di Baldassarre Peruzzi. La facciata in cotto fu una delle prime cose ad essere costruite, realizzata dallo stesso Pelori nel 1537, rimaneggiata nel 1600 e 1700 ma poi restituita al suo aspetto originario da un ripristino purista della seconda metà del XIX secolo.
La costruzione della chiesa si protrasse per tutta la seconda metà del Cinquecento e alla fine del secolo si cominciò a lavorare all'interno della chiesa, a partire dai banconi del coro realizzati nell'ultimo decennio del secolo. Tra il 1599 e il 1649 la Compagnia fece affrescare la volta, commissionò l'altare e dotò le quattro pareti della chiesa di ben quindici tele raffiguranti Storie della vita di san Giovanni Battista, dipinte dai più famosi artisti senesi del periodo.
La contrada del Leocorno utilizzò dapprima una cappella interna della chiesa per le proprie riunioni. Questo avvenne in due riprese, tra la fine del Seicento e il 1720 e tra il 1776 e il 1869, per gentile concessione della Compagnia di San Giovanni Battista. A partire dal 1869, essendosi la contrada spostatasi nella vicina Chiesa di San Giorgio, la chiesa fu officiata dalla Diocesi senese, per poi tornare definitivamente in uso alla contrada nel 1966, grazie ad una convenzione stipulata con la stessa Diocesi.

## Descrizione

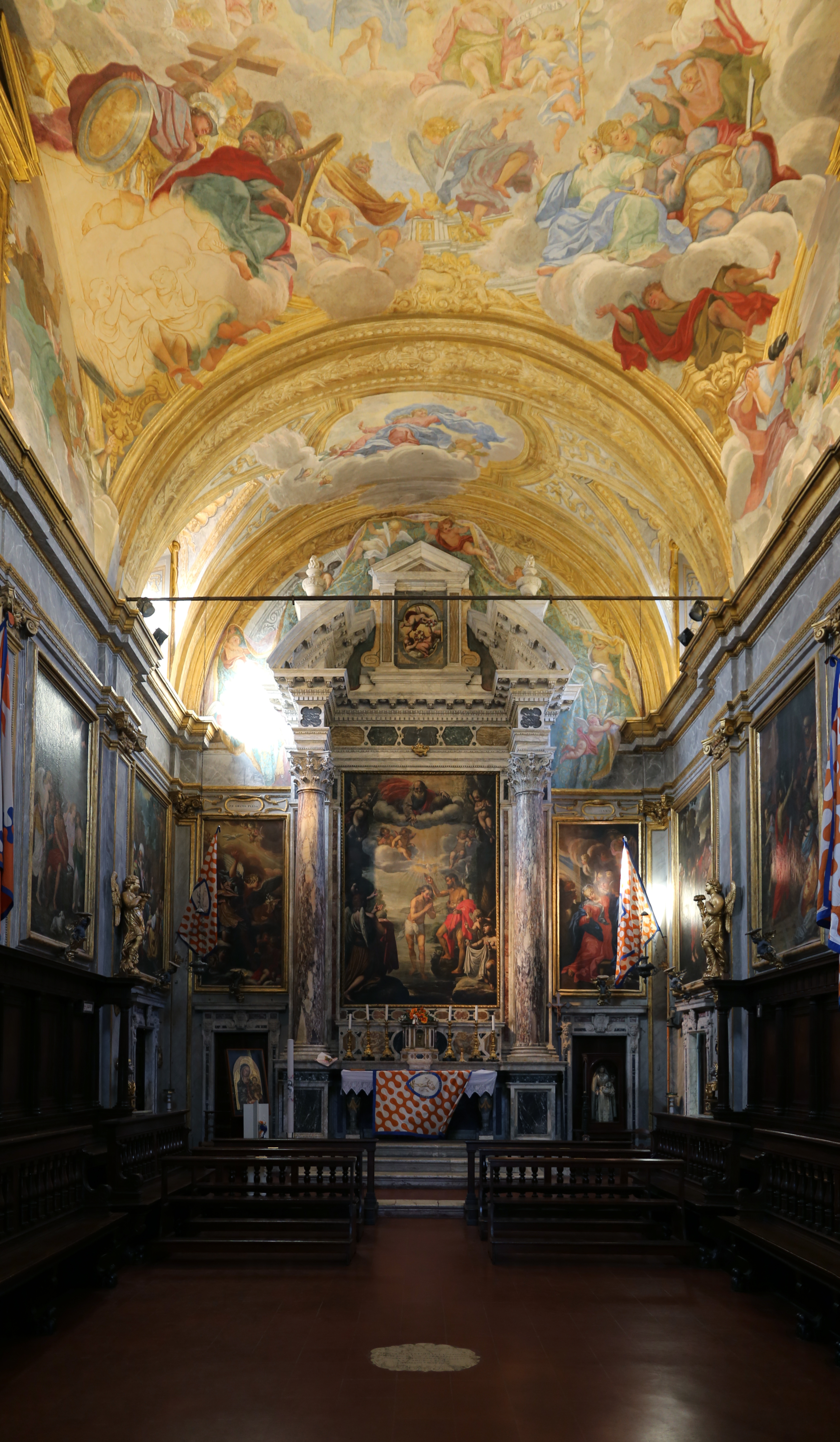
Il presbiterio

La chiesa ha una semplice ma elegante facciata in cotto, realizzata da Giovan Battista Pelori nel 1537.
La volta fu affrescata da Dionisio Montorselli con la Gloria di san Giovanni Battista, mentre sulle pareti è presente un ciclo di quindici tele fatte eseguire dai confratelli della Compagnia tra il 1599 e il 1649, con Storie della vita di san Giovanni Battista. Si tratta di una significativa galleria della pittura senese di quell'epoca, cui parteciparono lo stesso Dionisio Montorselli, Rutilio Manetti, Domenico Manetti, Giovan Battista Giustammiani, detto il Francesino, Bernardino Mei, Raffaello Vanni, Deifebo Burbarini e Astolfo Petrazzi. Tra le tele spiccano le quattro di Rutilio Manetti, tra cui quella dell'altare maggiore con il Battesimo di Gesù.
L'altare fu realizzato nel 1609 da Flaminio Del Turco. Da segnalare soprattutto La Madonna della Pace, piccola tavola tardo-trecentesca di Francesco di Vannuccio che fu oggetto di particolare devozione durante la seconda guerra mondiale.
Nel vestibolo della chiesa è collocata una statua in terracotta policroma di San Giovanni Battista di Guidoccio Cozzarelli ed è presente inoltre una tela di Deifebo Burbarini con il Transito di san Giuseppe.